# Apt Pupil
Apt Pupil è un film incompiuto e inedito diretto da Alan Bridges, tratto dal racconto Un ragazzo sveglio, presente nella raccolta di Stephen King Stagioni diverse. Il film fu abbandonato nel 1987 a riprese quasi finite e, ad oggi, non è mai stato distribuito. Dallo stesso racconto sarà tratto il film L'allievo, diretto da Bryan Singer nel 1998.

## Produzione
Prodotto da Richard Kobritz per Granite Releasing e interpretato da Ricky Schroder, nella parte di Todd Bowden, e Nicol Williamson, in quella di Kurt Dussander, era basato su una sceneggiatura di Jim Wheat e Ken Wheat.
La pellicola fu abbandonata a riprese quasi terminate, sia per mancanza di fondi che per decisione da parte dei produttori spaventati dallo spunto di partenza, cioè il legame morboso tra un ragazzino e un ufficiale nazista. Stephen King dichiarò: "Peccato che sia finita così. Ne avevo visti alcuni spezzoni e mi era sembrato un film niente male." (citazioni prese dal testo Stephen King Pocket (1996) di Joe Arden, editore Sperling & Kupfer, ISBN 88-200-2128-5)